# Haringvlietdam
El dic de Haringvliet (Haringvlietdam) forma part del Pla Delta i es va acabar de construir en 1971 després de 14 anys de treballs. Havia travessat 4,5 quilòmetres d'aigua entre Goeree-Overflakkee i Voorne-Putte i té dues funcions, primer, el de protegir la població en contra d'un desastre causat per inundacions i, segon, el de deixar sortir l'aigua del riu Rin i el Mosa cap al mar del Nord, per la qual cosa s'hauria de poder obrir. Ara, hi ha disset obertures en aquest dic que són per a regular la quantitat d'aigua que va al mar del Nord. Quan el nivell de l'aigua a les rodalies de Rotterdam és molt alt les recloses s'obren per a donar sortida a grans quantitats d'aigua cap al mar del Nord. A més d'aquestes rescloses se'n va construir una altra per al transport marítim. La resta del forat es va tancar i perquè la naturalesa no es ves afectada, es van fer uns forats als pilars i d'aquesta forma els peixos podren utilitzar-los per desplaçar-se entre les aigües del Haringvliet i les del mar del Nord, fins i tot quan les comportes estan tancades.

## Les rescloses

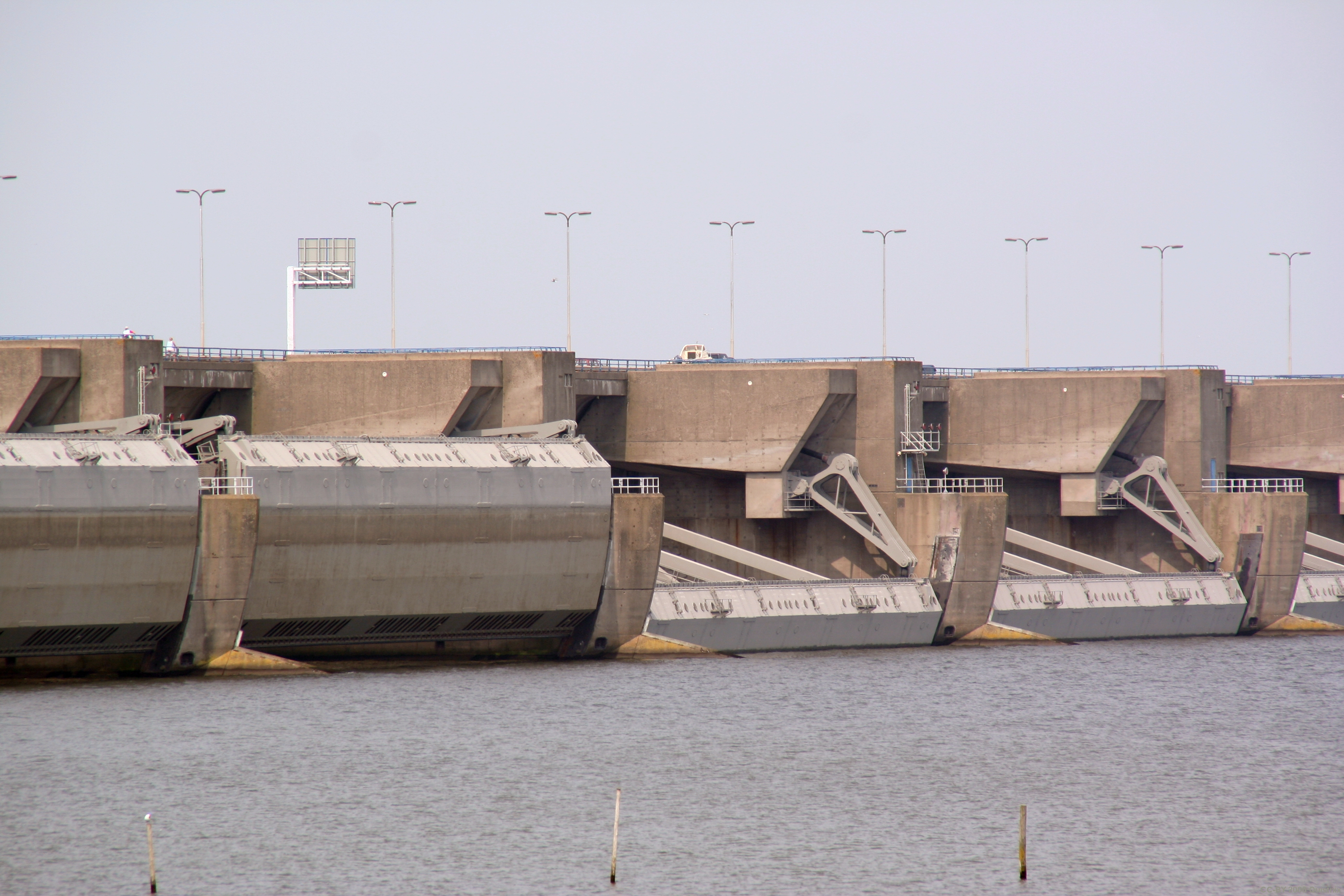
Les rescloses del Haringvliet

Es varen posar 18 pilars i entre els pilars s'hi varen posar unes bigues. A sota de les bigues havien dos braços d'acer que mourien les comportes en cas d'alts nivells d'aigua. Hi ha 34 comportes i cada una té 56 metres de llarg i 6 metres d'alt. Cada una de les 17 obertures té dues comportes, una cap al mar del Nord i una altra cap al Haringvliet.

## El dic
Per a la part tancada es va fer servir mètode que en el del Grevelingen, cabines que es traslladaven d'un lloc a un altre per mitjà de cables i que posaven grans blocs de ciment a l'aigua. No es varen usar pous de fonamentació. L'orifici del sud era més fàcil en tancar, per això no es varen utilitzar les cabines sinó sorra que es va col·locar al llarg del trajecte del dic. Avui dia és molt difícil de dir on comença el dic i on acaba.
L'orifici del nord era d'un quilòmetre d'ample i per això més difícil de tancar. Les cabines varen deixar caure aproximadament 100.000 blocs de ciment de 2.500 quilograms cada un. Les obertures entre els blocs de ciment es van omplir amb sorra amb el pas del temps perquè fos impossible que passés aigua per sota del dic.
Durant la construcció del tros del nord i del sud es deixaren les rescloses obertes. El moviment dels corrents s'havia de mantenir. Si les rescloses haguessin estat tancades el corrent hauria estat tan fort que parts del dic s'haguessin destruït. Després que la part nord es va tancar es varen poder tancar les rescloses. Des d'aquest moment el Haringvliet es va convertir en un llac.

## Canvis a la naturalesa
Abans que el Haringvliet es tanqués hi havia un determinat ecosistema derivat del transport d'aliments provinent del mar del Nord durant la marea alta. A causa de la construcció del dic el Haringvliet es va convertir en un lloc d'aigua dolça i una part de la terra es va assecar i es va utilitzar per a l'agricultura. A causa d'això moltes oques van perdre el seu lloc de cria.
 
Moltes plantes i animals que eren dependents de l'aigua marina varen morir amb aquest canvi. Plantes que durant la marea alta es trobaven dotze hores sota l'aigua es varen assecar. També crancs i carideus no van sobreviure amb el canvi d'un ecosistema salubre a un de dolç. La mort d'algunes espècies va significar l'arribada de noves espècies. En comptes de llenguados i altres peixos ara hi viuen carpes comunes i perques europees en el llac Haringvliet. En els anys després del tancament es va canviar per complet l'ecosistema del lloc.